# 스피슈스카노바베스구

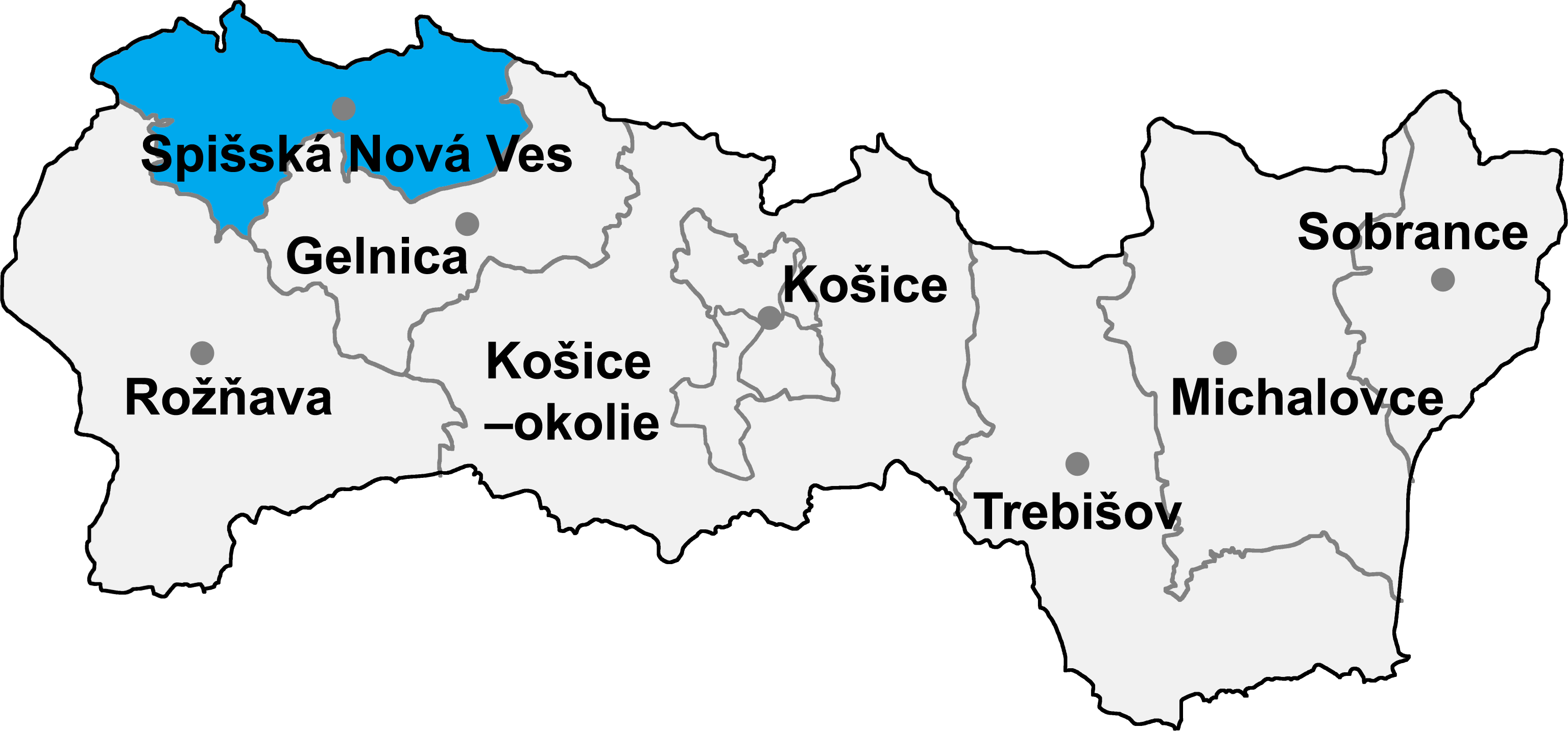
스피슈스카노바베스구의 위치

스피슈스카노바베스구(슬로바키아어: Okres Spišská Nová Ves)는 슬로바키아 코시체주를 구성하는 11개 구 가운데 하나로 행정 중심지는 스피슈스카노바베스이며 면적은 587.41km2, 인구는 98,869명(2014년 기준), 인구 밀도는 168.31명/km2이다.
코시체주 북서부에 위치하며 36개 지방 자치체(3개 시, 33개 마을)를 관할한다. 북서쪽으로는 프레쇼우주 포프라트구, 북쪽으로는 프레쇼우주 레보차구, 북동쪽으로는 프레쇼우주 프레쇼우구, 동쪽과 남쪽으로는 겔니차구, 남서쪽으로는 로주냐바구와 접한다.